# Aristolochia fontanesii
Aristolochia fontanesii Boiss. & Reut. – gatunek rośliny z rodziny kokornakowatych (Aristolochiaceae Juss.). Występuje naturalnie w Afryce Północnej, Azji Mniejszej, Europie Południowej (od Portugalii aż po Grecję) oraz w Europie Zachodniej.

## Morfologia
PokrójBylina o nagich i smukłych pędach. Dorasta do 20–50 cm wysokości.
LiścieMają trójkątnie owalny kształt. Mają 3–5 cm długości. Nasada liścia ma sercowaty kształt. Są całobrzegie.
KwiatyPojedyncze. Mają zielono-brunatną barwę. Są bezwłose.
OwoceTorebki o owalnym lub gruszkowatym kształcie.

## Biologia i ekologia
Rośnie na nieużytkach i terenach suchych.